# Markarian 421
Markarian 421 (Mrk 421, Mkn 421) è un blazar situato nella costellazione dell'Orsa Maggiore.
È classificabile come galassia attiva, oggetto BL Lacertae e forte sorgente di raggi gamma.
La distanza dalla Terra è compresa tra 397 milioni di anni luce (redshift: z=0,0308 equivalenti a 122 M pc) e 434 milioni di anni luce (133 Mpc) il che lo rende uno dei blazar più vicini alla Terra e questo fa sì che esso sia anche uno dei quasar più luminosi del cielo notturno.
Data la sua notevole attività si ritiene che ospiti un buco nero supermassiccio al suo centro; ha una galassia compagna (Markarian 421-5) che rifornisce di materiale i getti di gas che si originano dall'oggetto. Fu osservata tra le galassie di Markarian, da cui il nome.
Nel 1992, M. Punch del Whipple Observatory, rilevò per la prima volta che l'oggetto emetteva raggi gamma ad altissima energia, mentre nel 1996 J. Gaidos sempre del Whipple Observatory registrò un rapidissimo picco di emissione (della durata di 15 minuti) di questi raggi gamma altamente energetici.
Makarian 421 che è monitorato dal progetto Whole Earth Blazar Telescope ha mostrato un altro picco di emissione nel 2001.
Data la sua luminosità (magnitudine media 13,3 con minimo a 16 e massimo di 11,6), l'oggetto rientra nel campo di osservabilità dei telescopi amatoriali.